# Aranjuez
Pour les articles homonymes, voir Aranjuez (homonymie).
Aranjuez est une commune espagnole située dans la communauté de Madrid.

## Géographie
La commune s'étend sur un territoire de 189,1 km2 à la forme allongée, limité à l'ouest par le cours du Tage, qui forme comme une excroissance de la communauté de Madrid dans la Castille-La Manche. Le centre urbain d'Aranjuez est situé à 47 km au sud de Madrid.
Cette ville (connue pour sa culture de la fraise et de l'asperge) est propice à l'agriculture par sa bonne terre et son irrigation assurée par deux cours d'eau, le Tage et le Jarama dont la confluence se fait à l'ouest de la ville. Sur le Tage est construit un petit port fluvial. Le climat est méditerranéen à influence continentale, donc peu humide, pouvant être froid en hiver et très chaud en été. Les habitations de ses 50 000 habitants sont limitées à deux étages. La structure de la ville est carrée et date de Charles III.

## Histoire
De nombreux traités ont été signés à Aranjuez, résidence occasionnelle des rois d'Espagne depuis sa construction par Philippe II au XVIe siècle :
- Traité d'Aranjuez (1622), accord hispano-français pour l'occupation de la Valteline par les troupes du pape.
- Traité d'Aranjuez (1745), d'alliance militaire entre l'Espagne, la France, le royaume de Naples et la république de Gênes dans le cadre de la guerre de Succession d'Autriche.
- Traité d'Aranjuez (1752), signé par l'Espagne, le Saint-Empire romain germanique et par le Piémont relatif aux territoires en Italie, dans la lignée du traité Aix-la-Chapelle de 1748.
- Traité d'Aranjuez (1777), par lequel est établie la frontière entre le territoire espagnol et le territoire français de l'île Hispaniola (Saint-Domingue).
- Traité d'Aranjuez (1779), entre la France et l'Espagne, par lequel l'Espagne entre dans la guerre d'indépendance des États-Unis en tant qu'alliée de la France.
- Traité d'Aranjuez (1780), convention de paix et commerce entre l'Espagne et le Maroc.
- Traité d'Aranjuez (1793), alliance défensive signée entre l'Espagne le Royaume de Grande-Bretagne face à la « défaite » et à l'exécution de Louis XVI durant la Révolution française.
- Traité d'Aranjuez (1797), par lequel l'Espagne cède à la république batave un corps d'armée pour assurer la défense du Suriname.
- Convention d'Aranjuez (1801), qui établit les dispositions pour l'union des flottes de guerre et armées espagnoles, françaises et bataves contre la puissance anglaise dans le cadre des guerres napoléoniennes.
- Traité d'Aranjuez (1801), pacte signé entre l'Espagne et la France, par lequel l'Espagne cède la Louisiane et le duché de Parme à la France, en échange du Grand-duché de Toscane. C'était une extension du traité de San Ildefonso signé en 1800.

Charles III fonde en 1767 la nouvelle église franciscaine alcantarine San Pascal Baylon, d'un style classique austère. Il commande pour la décoration un cycle de sept retables qui reflétaient certaines des pratiques de dévotion les plus importantes de l'ordre des franciscains : la dévotion à l'Eucharistie, à l'Enfant Jésus et à la pureté de la Vierge Marie. Plusieurs d'entre eux réalisés par Giambattista Tiepolo, 1767-1769, sont conservés au Musée du Prado.

Œuvres de Tiepolo pour l'église de San Pascual, 1767-1769 au Prado
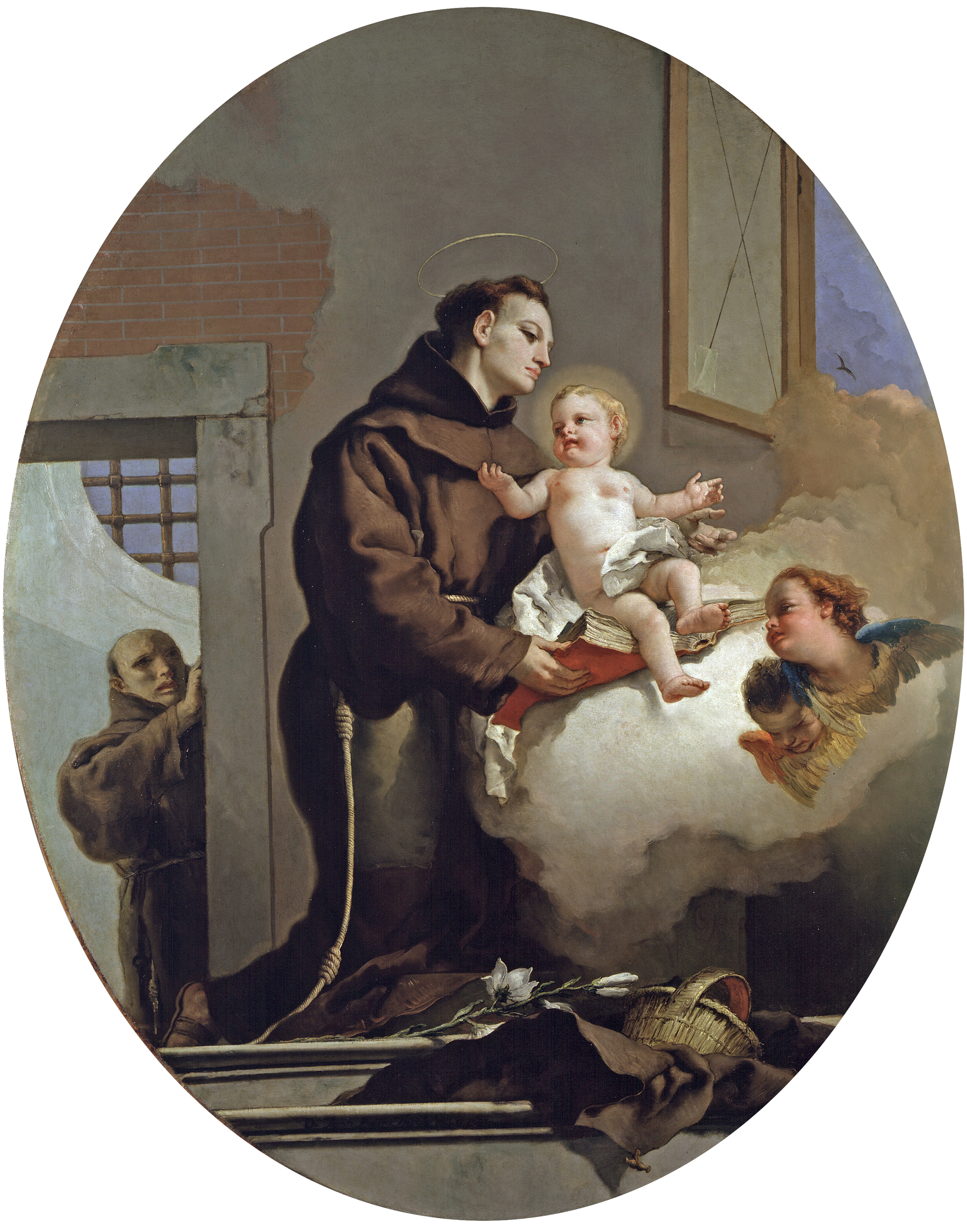
Saint Antoine de Padoue avec le Christ enfant
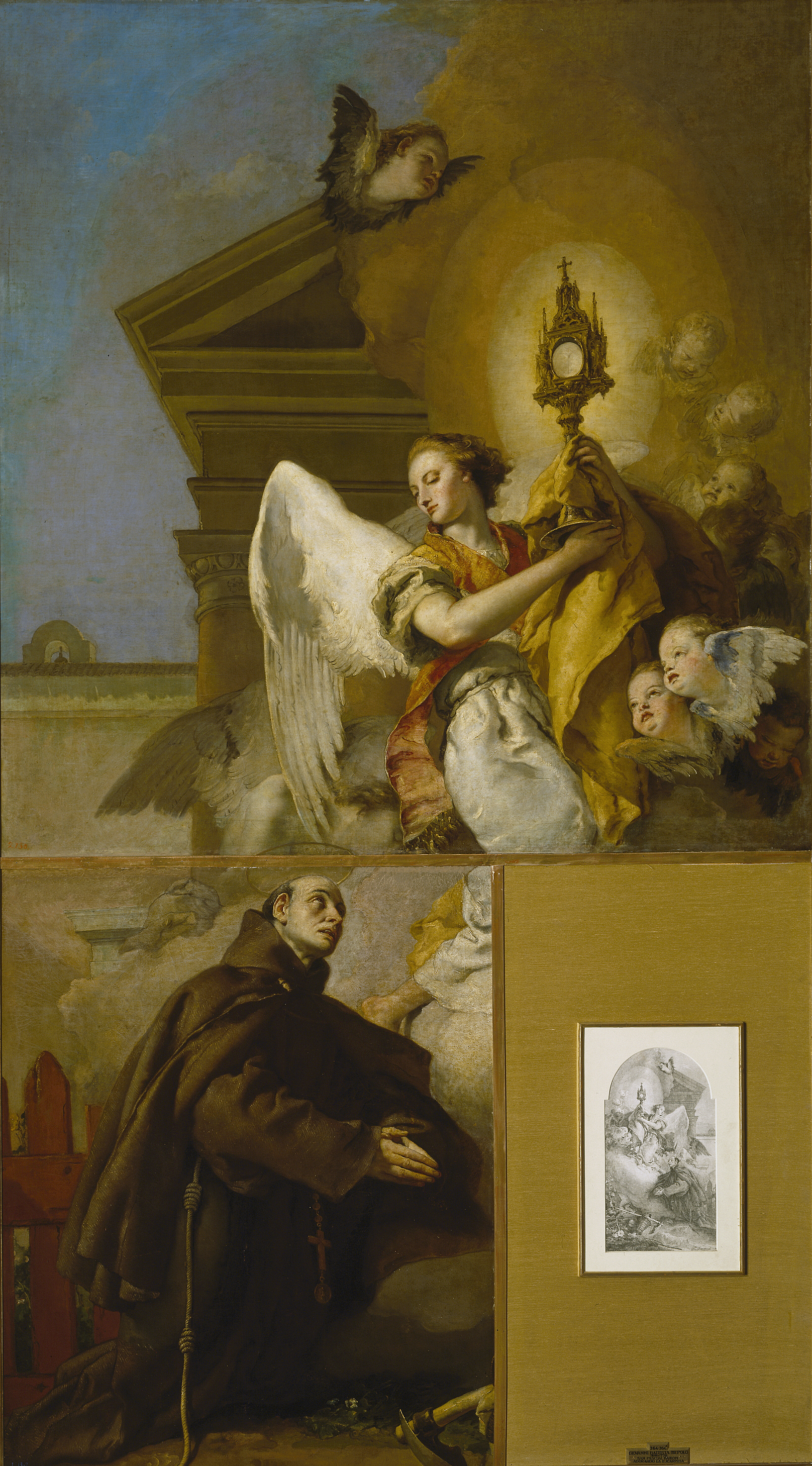
Vision de saint Pascal Baylon
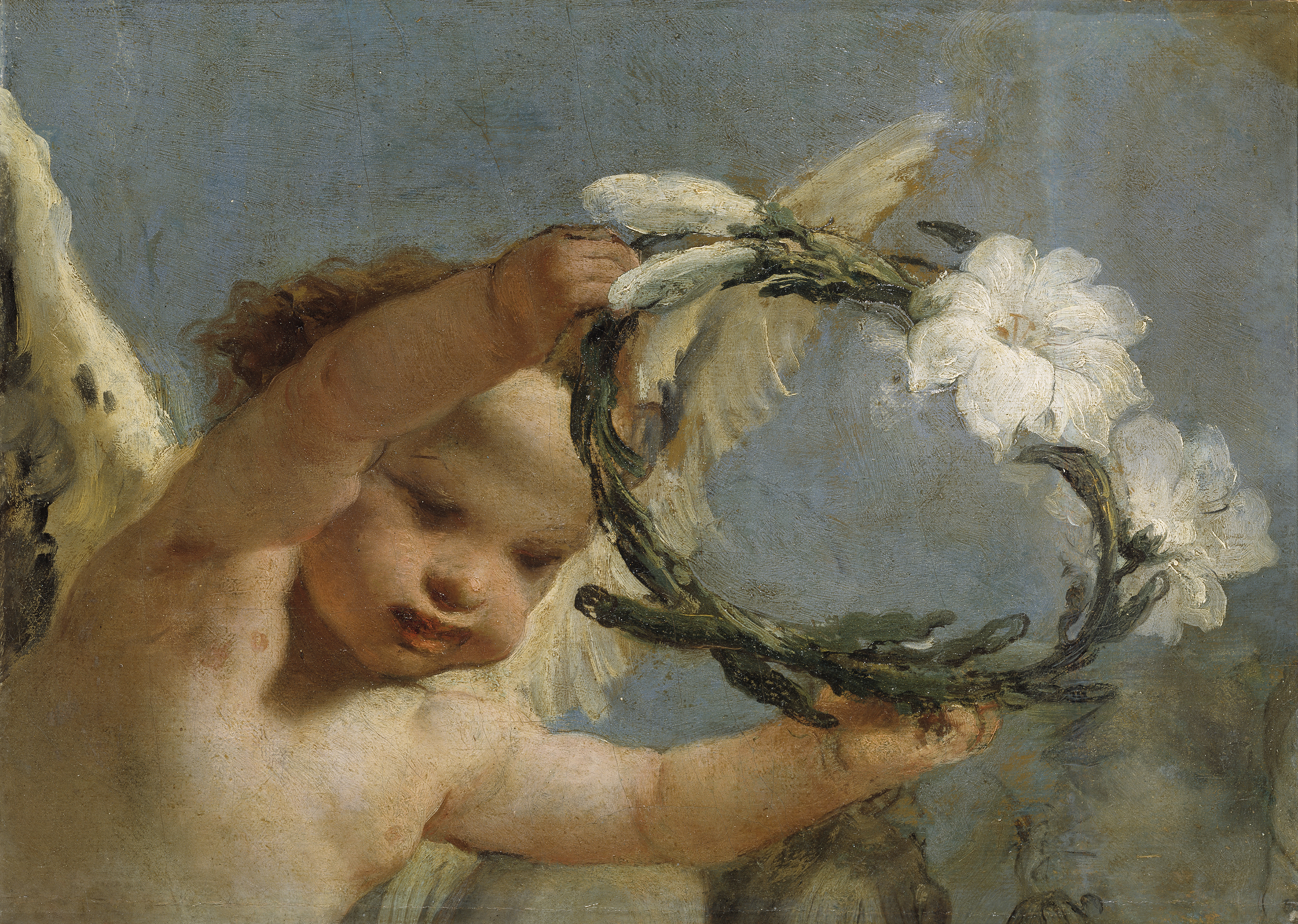
Ange avec une couronne de lis
L'Immaculée Conception (Tiepolo)

Le 17 mars 1808, la ville est le théâtre d'une révolte contre le favori du roi Charles IV, qui a pour conséquence l'abdication de ce dernier en faveur de son fils Ferdinand VII.

## Culture et patrimoine

### Sites et monuments
- les arènes, remarquablement conservées.
- le palais royal d'Aranjuez, construit sur l'ordre de Philippe II à partir de 1561 et achevé en 1778.
- Le couvent San Pascual construit par Francesco Sabatini entre 1765 et 1770, sur ordre du roi Charles III.

Lieux à visiter
Palais royal d'Aranjuez
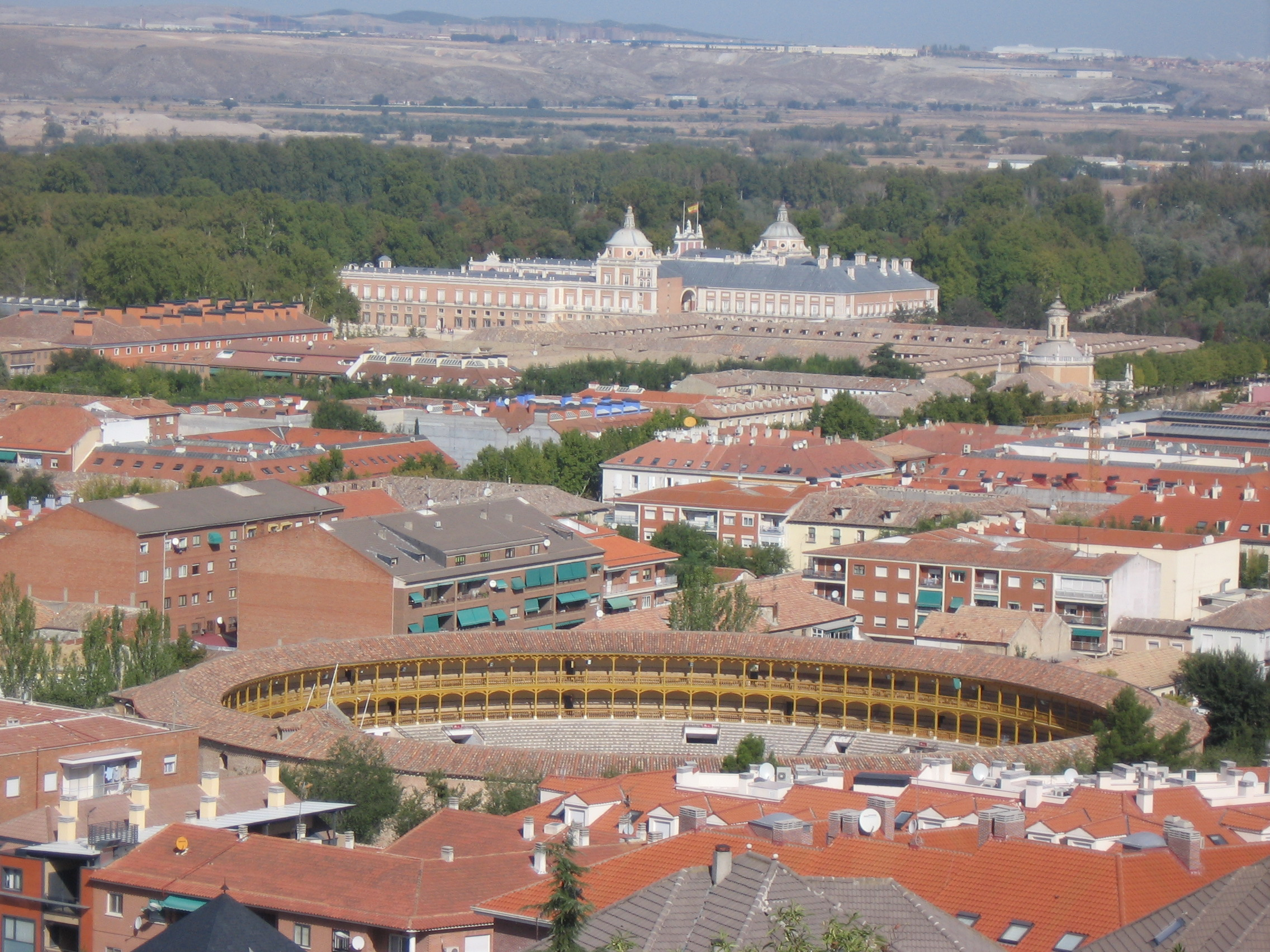
Les Arènes et le Palais royal
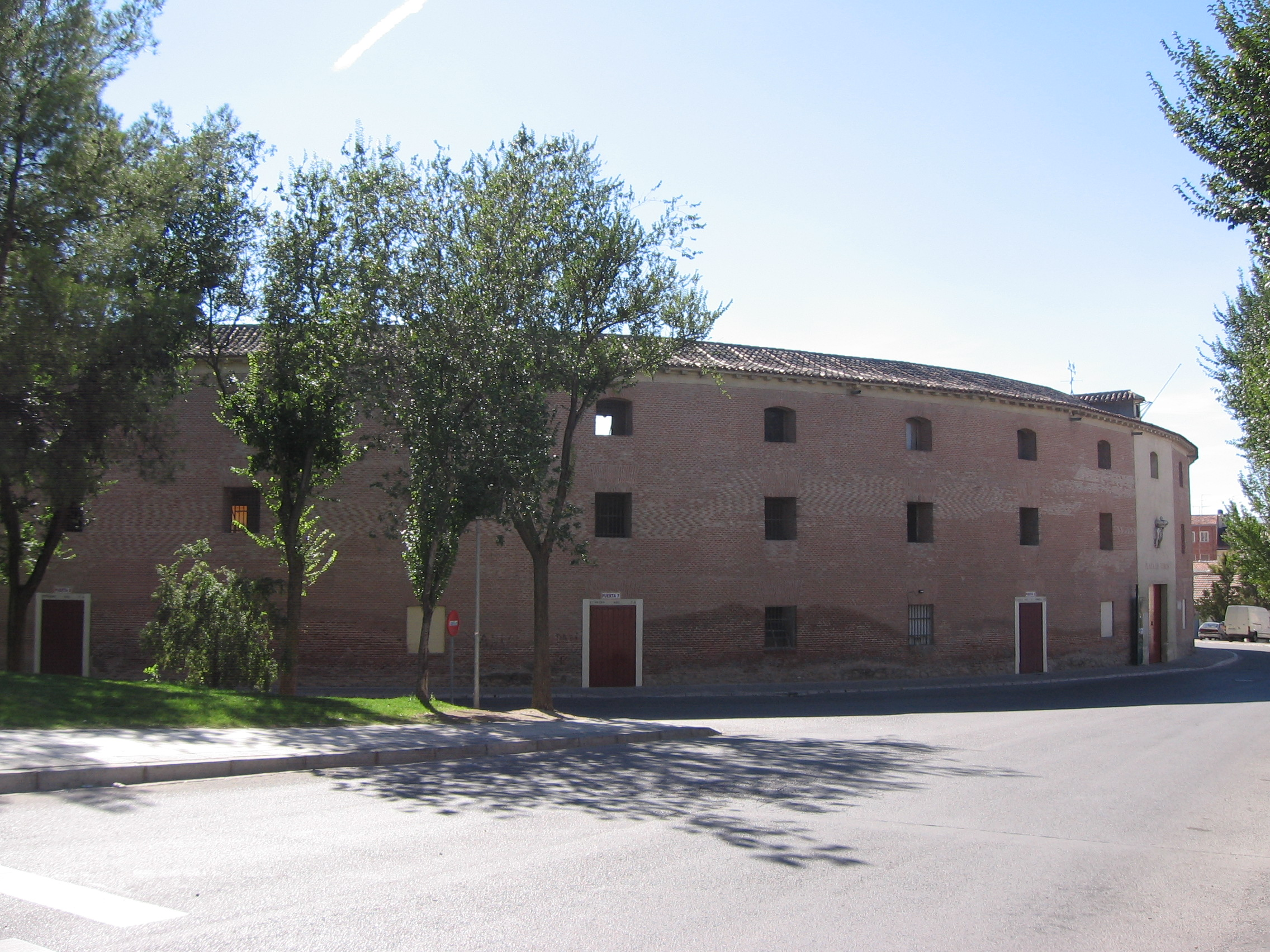
Les Arènes

### Musique

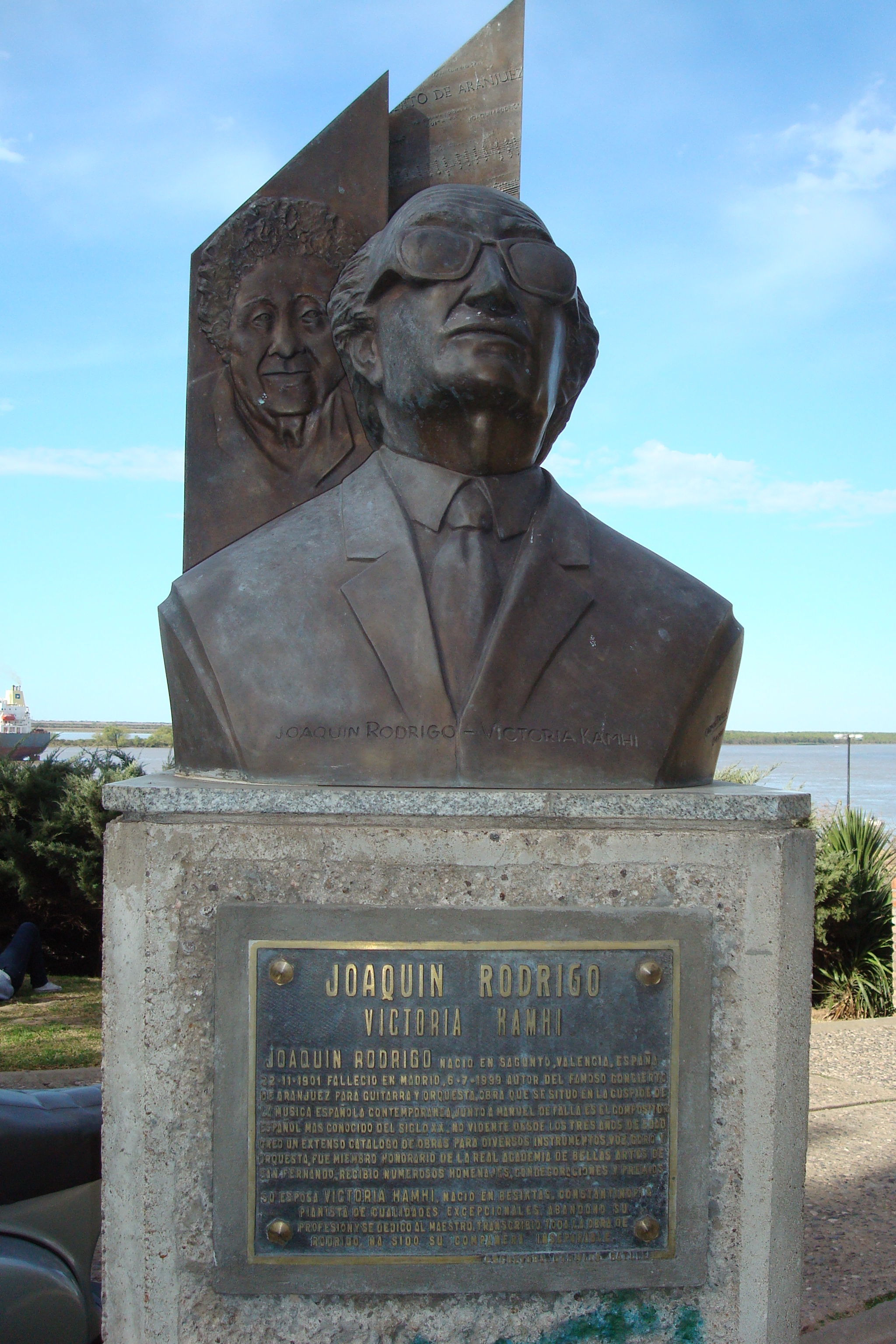
Joaquin Rodrigo

Aranjuez est célébrée par le concerto d'Aranjuez, pour guitare et orchestre, composé par Joaquín Rodrigo.
Aranjuez, mon amour, est une chanson interprétée en 1967 par Richard Anthony.
En Aranjuez con tu amor est une chanson issue de l'album Extase d'Arielle Dombasle.

## Personnalités liées à la commune
- Le duc de Veragua propriétaire d'un élevage de taureaux.
- Cayetano Sanz (1821- 1891), torero madrilène, a fait ses débuts chez le duc de Veragua.

## Jumelage
- Le Pecq (France)